# Кевін Чень (музикант)
Ке́він Чень (англ. Kevin Chen, кит.: 陳禹同; нар. 2005) — канадський піаніст китайського походження.

## Біографія
Починав займатися музикою під керівництвом Коллін Атпарії, згодом продовжив заняття з Мерілін Енгл в Університеті Калгарі. У 2013 році став наймолодшим випускником в історії Королівської музичної консерваторії в Торонто, того року виграв національний конкурс виконавців та увійшов до списку тридцяти найкращих виконавців класичної музики віком до 30 років, складений журналістами Canadian Broadcasting Corporation. Після цього мав серію перемог у великих міжнародних фортепіанних конкурсах у Міннеаполісі, Астані, Гілтон-Геді та Будапешті; У 2022 році виграв Міжнародний конкурс виконавців у Женеві, здобувши також п'ять спеціальних призів, у 2023 році — Міжнародний конкурс піаністів імені Артура Рубінштейна в Ізраїлі.
Дебютував як соліст у семирічному віці з юнацьким оркестром Абботсфорда. Окрім виконавства, активно займається композицією, до 2022 написав близько 100 творів.
19 жовтня 2023 року, на тлі терористичної атаки угруповання ХАМАС на територію Ізраїлю, на знак солідарності з народом Ізраїлю відкрив свій концерт у Карнегі-холі виконанням Національного гімну Ізраїлю; запис із цим виконанням активно ширився у соціальних мережах.